# Михайловское (Родниковский район)
Михайловское — село в Родниковском районе Ивановской области России, входит в состав Каминского сельского поселения.

## География
Село расположено в 11 км на северо-запад от райцентра города Родники.

## История
Каменная Рождественская церковь в селе с колокольней была построена в 1811 году на средства помещицы Марии Алексеевны Титовой. Престолов было три: в холодной — в честь Рождества Пресвятой Богородицы, в теплой — в честь Казанской иконы Божией Матери и — в честь св. Архистратига Михаила.
В храме села Михайловского существовал престол в честь преподобного Тихон Лухского.
В конце XIX — начале XX века село входило в состав Острецовской волости Нерехтского уезда Костромской губернии, с 1918 года — в составе Иваново-Вознесенской губернии.
С 1924 года село являлось центром Михайловского сельсовета Родниковского района, с 2005 года — в составе  Каминского сельского поселения.
До 2021 года в селе действовала Михайловская основная школа.

## Население
| 1872 | 1897 | 1907 | 2002 | 2010 |
| ---- | ---- | ---- | ---- | ---- |
| 94   | ↗105 | ↗143 | ↗327 | ↘290 |

## Инфраструктура
В селе имеются дом культуры, фельдшерско-акушерский пункт.

## Архитектура и культура
В селе расположена недействующая Церковь Рождества Пресвятой Богородицы (1811).